# Rosse paradijsmonarch
De rosse paradijsmonarch (Terpsiphone cinnamomea) is een zangvogel uit de familie Monarchidae (monarchen). 
De Filipijnse namen voor de rosse paradijsmonarch zijn Pinantat of Su-log.

## Kenmerken
De rosse paradijsmonarch is geheel oranjerood achtig van kleur. De ondersoort T. cinnamomea cinnamomea is donkerder van kleur dan de ondersoort T. cinnamomea unirufa. De kop is iets donkerder dan de rest van de vogel. Een juveniel is wat valer van kleur. De snavel is grijsachtig tot cobaltblauw met een zwart uiteinde en langs de snijranden. De ogen zijn donderbruin . De randen eromheen cobaltblauw en de poten blauwgrijs. Inclusief de 9 centimeter lange staart wordt deze soort zo'n 21,5 centimeter lang met een vleugellengte van 9,6 centimeter. De rosse paradijsmonarch is makkelijker te horen dan te zien.

## Voortplanting
Voortplanting is waargenomen in de maanden april tot en met juni. De rosse paradijsmonarch legt per keer 3 eieren in nesten die als een kop gevormd zijn en te vinden zijn in de takken van de bomen.

## Verspreiding en leefgebied
Deze vogel komt voor in de Filipijnen en op de Indonesische Talaud-eilanden. Er zijn drie ondersoorten:
- T. c. unirufa: Luzon, Mindoro en de westelijke Visayas.
- T. c. cinnamomea: de oostelijke Visayas en Mindanao (plus nabijgelegen eilanden).
- T. c. talautensis: de Talaud-eilanden (zuidelijk van Mindanao).

De rosse paradijsmonarch leeft, alleen, in paren, of in groepjes, boven in de bomen tot zo'n 20 meter boven de grond in bossen beneden 1200 meter hoogte.

## Status
De grootte van de populatie is niet gekwantificeerd maar de soort wordt omschreven als schaars in de Filipijnen en algemeen op de Talaud-eilanden. Op de Rode lijst van de IUCN heeft deze soort de status niet bedreigd.